# Museum Soet & Vermaeck
Het Museum Soet & Vermaeck is een kermis-museum in Hilvarenbeek in Noord-Brabant. In het museum worden kermisattracties op ware grootte getoond. Het is gevestigd in de kelderverdieping van het pand waar ook Museum Dansant is gevestigd.
Het museum richt zich op het kermisgebeuren van ongeveer de jaren twintig tot vijftig van de 20e eeuw. Onder meer wordt ingegaan op de ontwikkeling van de warenmarkt door de opkomt van winkels.
Er zijn attracties te zien zoals het rad van avontuur, de kop-van-jut, een vlooientheater, een schiettent, ballen gooien, touwtjes trekken, enz. Verder is er een speciale uitvoering van een draaimolen, wordt er ingegaan op het thema fotografie en wordt een er een cinemascope-film opgevoerd.
In het horecagedeelte staat een reconstructie van de poffertjessalon van Victor Consael (1847-1917), die ook na zijn dood een begrip bleef in de kermiswereld.  Hier kan ook een suikerspin worden gedraaid en is er ruimte om te dansen op de muziek van een theaterorgel.